# Anna Szántó
Anna Szántó, född den 24 november 1966 i Mátészalka i Ungern, är en före detta ungersk handbollsspelare (vänstersexa).

## Klubbkarriär
Anna Szántó spelade handboll för Debrecen VSC mellan 1982 och 1993. Med klubben vann hon det ungerska mästerskapet 1987. Hon spelade i elva säsonger för klubben och gjorde 215 matcher och 838 mål i Debrecen och har fjärdeplatsen genom tiderna i antalet matcher. 1993 skrev hon på för Győri ETO KC. Hon spelade för Györ till och med säsongen 1996/1997, sista säsongen bara 8 matcher. Hon avslutade sin handbollskarriär efter att ha fött barn.

## Landslagskarriär
Szántós första merit med det ungerska landslaget var när hon vann en silvermedalj vid Världsmästerskapet i handboll för damer 1995. Hon tog OS-brons i damernas turnering i samband med de olympiska handbollstävlingarna 1996 i Atlanta. Hon spelade fyra matcher och gjorde sju mål i OS-turneringen.
Szántó spelade åren 1987 till 1996 98 landskamper och gjorde 161 mål för det ungerska landslaget.

## Meriter i klubblag
- Ungersk mästare: 1987